# Marián Posluch
Marián Posluch (* 25. ledna 1945 Bratislava) je slovenský právník, vysokoškolský učitel, bývalý československý politik a poslanec Sněmovny národů Federálního shromáždění za VPN po sametové revoluci, počátkem 90. let ministr spravedlnosti Slovenska a soudce Ústavního soudu České a Slovenské Federativní Republiky.

## Biografie
V roce 1963 absolvoval střední školu v Bratislavě, v letech 1963–1968 pak vystudoval Právnickou fakultu Univerzity Komenského. Už jako student se stal čekatelem na Městské prokuratuře v Bratislavě. V červnu 1969 složil justiční zkoušku a stal se prokurátorem. Od roku 1970 působil na Katedře státního práva na Právnické fakultě Univerzity Komenského, nejprve jako asistent, později odborný asistent, od roku 1981 docent a od února 1990 coby vedoucí katedry. Profesorem byl jmenován 1. srpna 1991. K roku 1990 se profesně uvádí jako vedoucí katedry státního práva Právnické fakulty UK v Bratislavě, bytem Bratislava.
V letech 1967–1970 byl členem Komunistické strany Slovenska. Při prověrkách mu bylo roku 1970 členství zrušeno.
V lednu 1990 zasedl v rámci procesu kooptací do Federálního shromáždění po sametové revoluci jako bezpartijní poslanec do slovenské části Sněmovny národů (volební obvod č. 104 – Jaslovské Bohunice, Západoslovenský kraj). Mandát obhájil ve volbách roku 1990. Ve Federálním shromáždění setrval do počátku roku 1992.
V období duben 1991 – červen 1992 byl ministrem spravedlnosti ve slovenské vládě Jána Čarnogurského (v rámci federace). Podílel se na přípravě nové federální ústavy (nerealizována) a na debatách ohledně státoprávního řešení česko-slovenských vztahů. Pak byl zvolen na post soudce Ústavního soudu České a Slovenské Federativní Republiky. Do funkce ústavního soudce nastoupil k 1. únoru 1992. V důsledku toho rezignoval na svůj poslanecký post.
Je ženatý, má dvě děti. K roku 2012 se uvádí jako vyučující na Právnické fakultě na Vysoké škole v Sládkovičovu.